# Taverna di Rotola
La Taverna di Rotola è un edificio storico sito in località Rotola del comune di Ceppaloni, in provincia di Benevento.

## Storia
La Taverna di Rotola risale almeno al XVI secolo e si trova sulla strada che da Benevento conduce ad Avellino e poi a Salerno, detta in antico via Antiqua Maiore. La taverna era anche detta “del Mulino” in quanto in adiacenza si trovava un mulino alimentato dalle acque del fiume Sabato, attivo dall'XI secolo sin verso la fine del XVII secolo. L'edificio fu per lungo tempo di proprietà del feudatario di Ceppaloni e la taverna era gestita in affitto unitamente al fondo feudale circostante.
Come nelle altre taverne del tempo vi si poteva mangiare, trovare alloggio e ricoverare i cavalli.
Attualmente l'edificio versa in precarie condizioni statiche.